# 恒德貿易
廣州市恒德貿易發展有限公司是一家由李兆基胞弟李兆楠與妻子於1993年於廣州創立。
李兆楠是李兆基的胞弟，居於順德，擁有中國居民身份，1993年透過恒德貿易入股平安保險。李兆楠表示這項投資是由李兆基全面決定並出資，但因當時中國對外資入股保險公司的審批程序複雜，故才掛名代為投資。恒德貿易所持的平安保險A股股權一度值逾200億元人民幣。
2008年，恒德貿易因出售平安保險A股股權而需繳稅高達15.9億人民幣，是廣東省交稅最多的私人企業。